# 费里耶尔莱塞
费里耶尔莱塞（法語：Ferrières-lès-Scey，法語發音：[fɛʁjɛʁ lɛ sɛ]，意为“塞附近的费里耶尔”）是法国上索恩省的一个市镇，属于沃苏勒区。

## 地理
费里耶尔莱塞（47°39'21"N, 6°0'17"E）面积6.2 平方千米，位于法国勃艮第-弗朗什-孔泰大區上索恩省，该省份为法国东部内陆省份，北起顺时针与孚日省、贝尔福地区省、杜省、汝拉省、科多尔省和上马恩省接壤。
与费里耶尔莱塞接壤的市镇（或旧市镇、城区）包括：索恩港、沙塞莱塞、索恩河畔塞和圣阿尔班、沃舒。

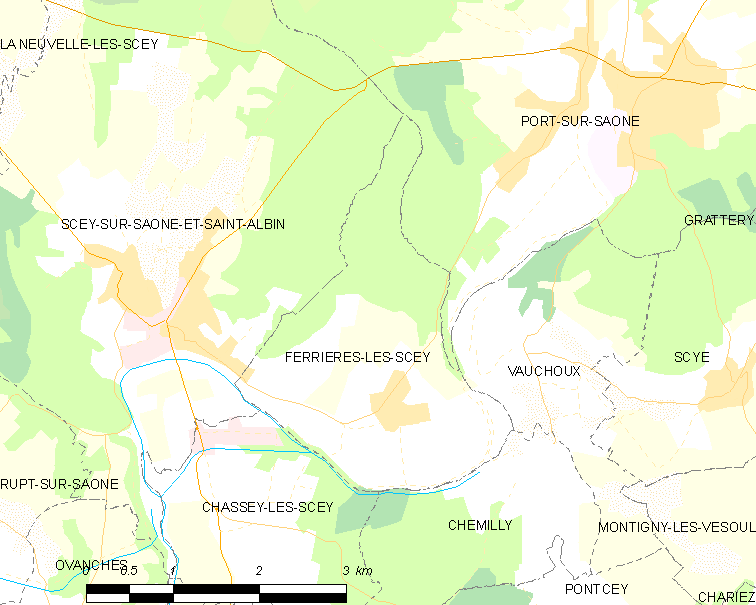
费里耶尔莱塞的OSM定位图

费里耶尔莱塞的时区为UTC+01:00、UTC+02:00（夏令时）。

## 行政
费里耶尔莱塞的邮政编码为70360，INSEE市镇编码为70232。

## 政治
费里耶尔莱塞所属的省级选区为索恩河畔塞和圣阿尔班县。

## 人口

1962-2008年间费里耶尔莱塞人口变化图示

费里耶尔莱塞于2022年1月1日时的人口数量为131人。